# Городской дворец культуры (Уфа)
Городской дворец культуры (ГДК; башк. Ҡала мәҙәниәт һарайы; ранее разг. — «Шадым») — городской дворец культуры на проспекте Октября Орджоникидзевского района города Уфы. Рядом расположены сквер «Дубки» и фонтан «Танцующие журавли».

## Описание
Здание украшено мозаикой: мозаичное панно на тему Октябрьской революции и объёмное мозаичное панно на фасаде парадного входа.
Имеет зрительный зал на 1100 мест, хоровой класс, хореографический и спортивные залы, зимний сад и кафе.
Ранее перед зданием располагались два мозаичных фонтана: большая чаша ныне превращена в парковку, малая чаща превращена в клумбу.

## История
Как юридическое лицо зарегистрировано в Министерстве Юстиции РСФСР 25 сентября 1981 года. Открыт 27 апреля 1982 года как Дворец культуры Уфимского завода синтетического спирта имени 40‑летия ВЛКСМ. Построен Уфимским трестом «Крупнопанельное домостроение».
Постановлением Администрации Орджникидзевского района города Уфы № 1483 от 13 июля 1994 года перерегистрирован и преобразован во Дворец культуры профкома ОАО «Уфаоргсинтез». С 1999 года Дворец культуры «Синтез» ОАО «Башнефтехим». 30 декабря 1999 года Указом Президента Республики Башкортостан № УП-833 передан в муниципальную собственность города Уфы. С 2000 года — современные название и статус на основании Постановления Главы Администрации города Уфы № 459 от 14 февраля 2000 года.